# Тетерино (Омская область)
Тетерино — исчезнувшая деревня в Исилькульском районе Омской области. Располагалась на территории современного Новорождественского сельского поселения. Точная дата упразднения не установлена.

## География
Располагалась у озера Тетерье, в 8 км к северу от деревни Евсюки.

## История
Основана была в 1785 г. В 1928 г. состояло из 113 хозяйств. В составе Лукерьинского сельсовета Исилькульского района Омского округа Сибирского края.

## Население
По переписи 1926 г. в деревне проживало 561 человек (263 мужчины и 298 женщин), основное население — русские